# واتباد
واتباد (بالإنجليزية: Wattpad)‏ هو مجتمع كتابة حيث يسمح للمستخدمين بنشر مقالات، قصص، فان فيكشن، وأشعار، وغيرها من الأعمال الأدبية. يعطي واتباد للناس الفرصة ليكون لهم أعمال إبداعية متاحة للجمهور على نطاق واسع. يتضمن المحتوى أعمالا لكتاب غير مكتَشَفين، كتاب ناشرون، كتاب جدد، وكل المستخدمين لهم فرصة مشابهة لكتابة أعمال مشهورة. المستخدمون قادرون على التعليق والإعجاب بالمنشورات أو الانضمام للمجموعات المرتبطة بالموقع. حوالي نصف المستخدمين هم من الولايات المتحدة؛ المستخدمون الآخرون من المملكة المتحدة، كندا، الفلبين، أستراليا، روسيا، الإمارات العربية المتحدة ودول أخرى.

## تاريخ
أنشئ موقع واتباد في 2006، كنتيجة للتعاون بين ألين لو وإيفان يون.
في فبراير 2007، أعلن واتباد عن إضافة أكثر من 17 ألف كتاب إلكتروني من مشروع غوتنبرغ متاحة لمستعملي الهاتف. وفقا لبيان واتباد صحفي في يونيو 2009، تطبيق الهاتف قد تم تحميله أكثر من 5 ملايين مرة. في مارس 2009، تم إصدار نسخة للأيفون. تم إلحاق هذا بإطلاق تطبيق بلاكبيري عالمي في أبريل 2009، تطبيق أندرويد في يونيو 2009 وتطبيق آبل أندرويد في أبريل 2010. في ديسمبر 2015، تم إطلاق نسخة  ويندوز فون 8.1 وويندوز 10.

### النمو والتمويل
حتى الآن، تلقى واتباد 70 مليون دولار كتمويل من مستثمرين. في عام 2011، أعلن واتباد عن أنه حصل على 3.5 مليون دولار مجموع التمويل من المستثمرين الحاليين، ومن مشاريع دبليو ميديا، شركاء مشروع غولدن، ومشاريع يونيون سكوير، التي هي مستثمر مبكر في «تويتر، تمبلر وقصص نجاح مواقع ميديا أخرى». ثم في يونيو 2012، وصلت واتباد ل17 مليون دولار من مجموعة من المشاريع الإستثمارية بقيادة مشاريع خوسلا.
حدثت الجولة الأخيرة من التمويل في أبريل 2014، حيث أعلنت واتباد عن 46 مليون دولار من Series C funding مشاريع أوميرس.

### واتباد بيتا
في فبراير 2015، أطلق واتباد تطبيق مستقل ثان يدعى «أفتر دارك». يركز التطبيق بالأخص على الجنس الأدبي الرومانسي، وهو من أجل القراء فوق عمر 17 سنة.